# Anton Forch

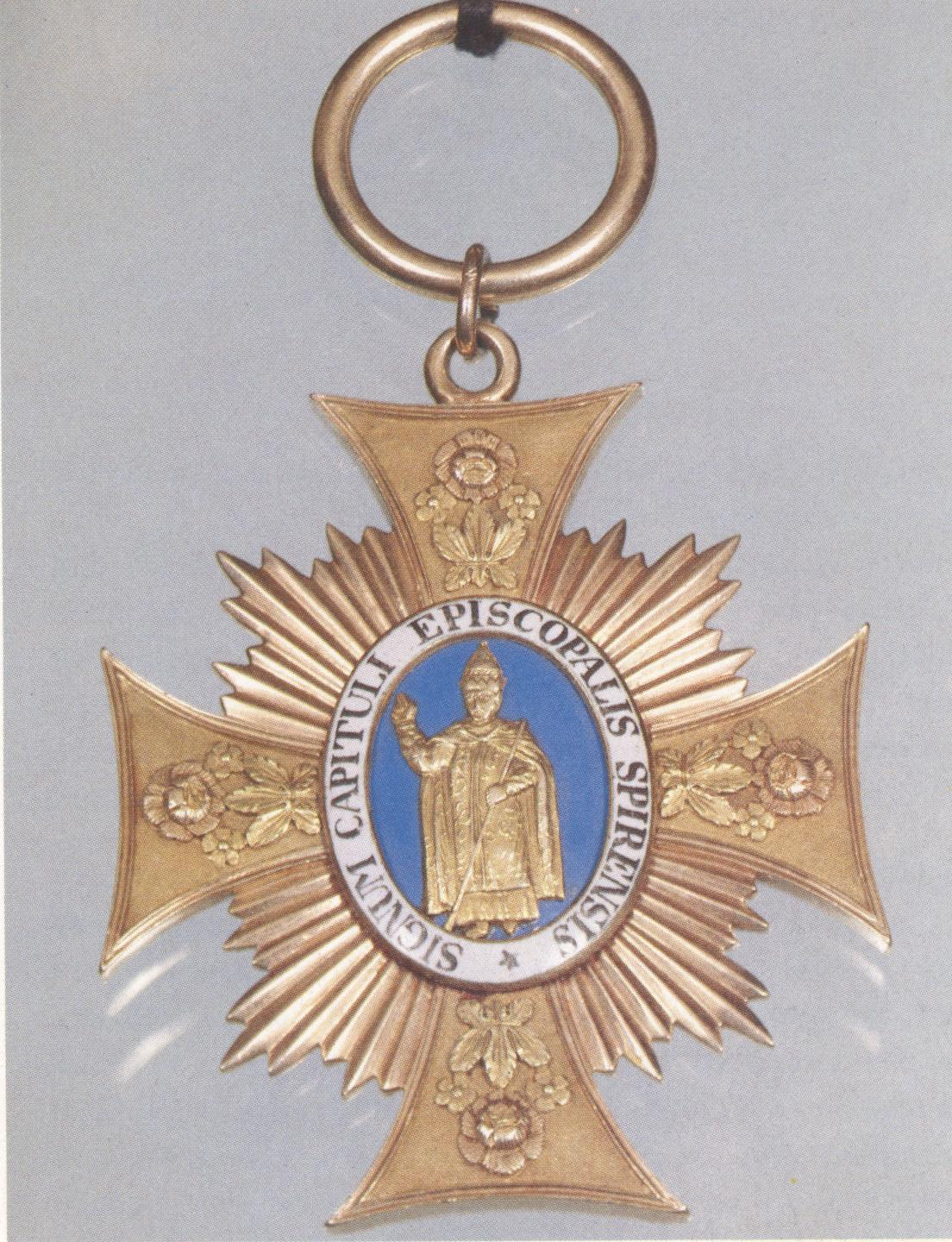
Kreuz der Speyerer Domkapitulare (1822), wie es auch Anton Forch als Zeichen seiner Domherrenwürde trug

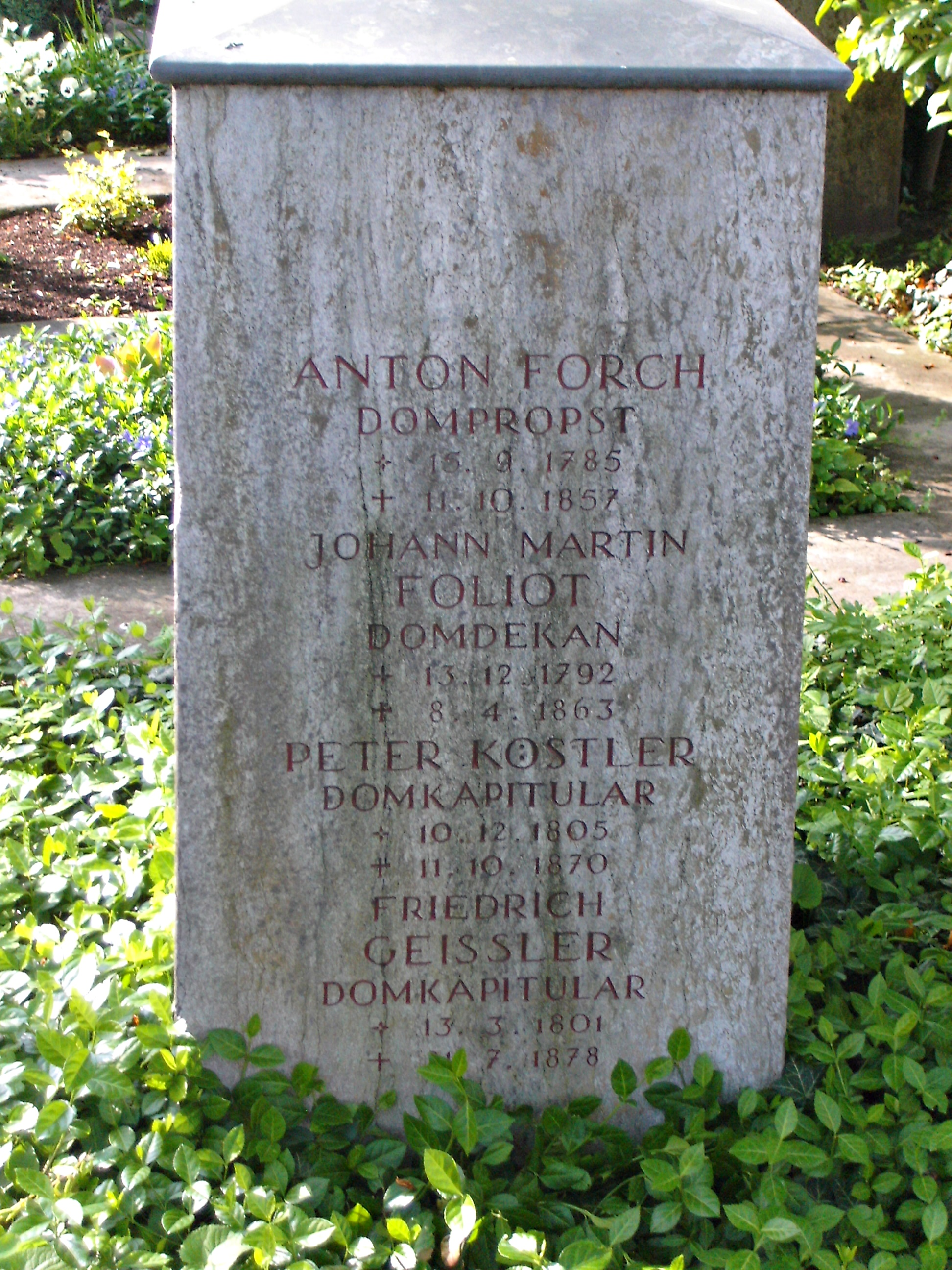
Speyer Domkapitelsfriedhof, Grabstele für die frühen Domherren der neuen Diözese, darauf auch Gedenkinschrift für Anton Forch

Anton Forch (* 15. September 1785 in Siefersheim, Rheinhessen; † 11. Oktober 1857 in Speyer) war ein katholischer Priester, Pfarrer am Speyerer Dom,  sowie Domkapitular und  Dompropst der Diözese Speyer.

## Leben und Wirken
Er stammte aus Siefersheim und war vermutlich der Sohn des dort seit 1762 belegten katholischen Schullehrers, Glöckners und späteren Maires  Friedrich Forch, sowie seiner Frau, einer geborenen Metzroth.
Anton Forch besuchte unter Bischof Joseph Ludwig Colmar das von Bruno Franz Leopold Liebermann geleitete Mainzer Priesterseminar. In Mainz erhielt er am 17. April 1813 die Priesterweihe. Von Allerheiligen 1813 bis 1. Januar 1815 amtierte der Geistliche als Stadtkaplan in Speyer, 1815 bis 1821 als Pfarrer in Göcklingen. Beide Orte gehörten damals zum französischen Großbistum Mainz, das mit dem politischen Département du Mont-Tonnerre deckungsgleich war.
Durch Abschluss des Bayerischen Konkordates von 1817 konnte 1818 das untergegangene Bistum Speyer neu gegründet werden. Die tatsächliche Wiedererrichtung zog sich aber noch bis 1821 hin. In jenem Jahr wurde die Zirkumskriptionsbulle publiziert und zum 7. November ein Domkapitel installiert. Die Inthronisation des ersten Bischofs Matthäus Georg von Chandelle († 1826) erfolgte am 22. Januar 1822. Forchs Pfarrei Göcklingen fiel vom Bistum Mainz an die Diözese Speyer, er selbst wurde 1821 in das neue Domkapitel aufgenommen. Am 21. Mai 1822 ernannte ihn Bischof Chandelle zum Geistlichen Rat.
Bis zu seiner Wahl zum Dompfarrer, am 14. November 1822, betätigte sich Anton Forch neben seinem Domherrenamt als Sekretär des Domkapitels. Franz Xaver Remling schreibt dazu:  „Er besaß ein merkwürdiges Gedächtnis, viele Kenntnisse, gute Grundsätze und einen eifrigen Willen für alles Gute. Beim Rücktritte des Domkapitulars Günther ward er am 14. November 1822 vom Domkapitel zum Pfarrer gewählt  und übernahm freudig und unbefangen die mit eben so großer Verantwortung als Schwierigkeit verbundene Seelsorge der Kreishauptstadt... Er  führte dieselbe mit der größten Unverdrossenheit und seltener Rüstigkeit bis fast an sein Grab.“ Am 28. November 1854 ernannte Papst Pius IX. Anton Forch zum Dompropst von Speyer, welches Amt er bis zu seinem Tod bekleidete. Als Dompfarrer folgte ihm 1855 Peter Köstler nach.
Forch, der auch bischöflicher Pönitentiar war, starb im Oktober 1857 und man bestattete ihn auf dem Alten Friedhof Speyer. Das Grab ist nicht mehr existent, bei Auflösung der früheren Domherrengruft wurden die Gebeine auf den neu angelegten Domkapitelsfriedhof bei der St. Bernhardskirche umgebettet. Hier erinnert eine Stele an die frühesten Domherren der neuen Diözese. Darauf ist auch Anton Forch mit seinen Lebensdaten verzeichnet.